# Cannabis en Arabie saoudite
 (janvier 2017).
Si vous disposez d'ouvrages ou d'articles de référence ou si vous connaissez des sites web de qualité traitant du thème abordé ici, merci de compléter l'article en donnant les références utiles à sa vérifiabilité et en les liant à la section « Notes et références ».
L'usage et la possession de cannabis en Arabie saoudite pour usage personnel de n'importe quel type de drogue récréative est passible d'emprisonnement.
La peine infligée pour usage personnel peut s'élever jusqu'à six mois de prison ferme.
La vente et la contrebande de grandes quantités est généralement punie et peut aller jusqu'à l'exécution, bien que les cas récents d'exécution soient rares.
Les étrangers qui consomment de la drogue peuvent quant à eux être déportés.